# Kennedy Center Honors
I Kennedy Center Honors (conosciuti in Italia anche come Premio Kennedy) sono dei premi annuali statunitensi conferiti a coloro che si sono distinti per il loro contributo all'arte e alla cultura.

## Storia
La cerimonia si tiene dal 1978 a Washington, presso il Kennedy Center. I premi sono assegnati dal direttivo del Kennedy Center.
I premi sono stati ideati dal produttore cinematografico George Stevens Jr.
Dal 1981 al 2002 e poi nel 2004 la cerimonia è stata condotta da Walter Cronkite. Nel 2003 e nel periodo 2005-2012 è stata invece condotta da Caroline Kennedy.

## Vincitori

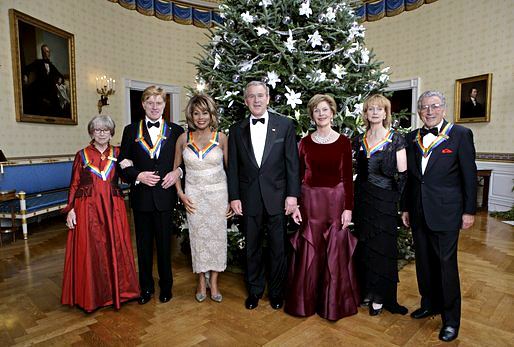
Foto di gruppo della cerimonia del 2005 comprendente Julie Harris, Robert Redford, Tina Turner, Suzanne Farrell Tony Bennett, il Presidente George W. Bush e sua moglie Laura Bush.

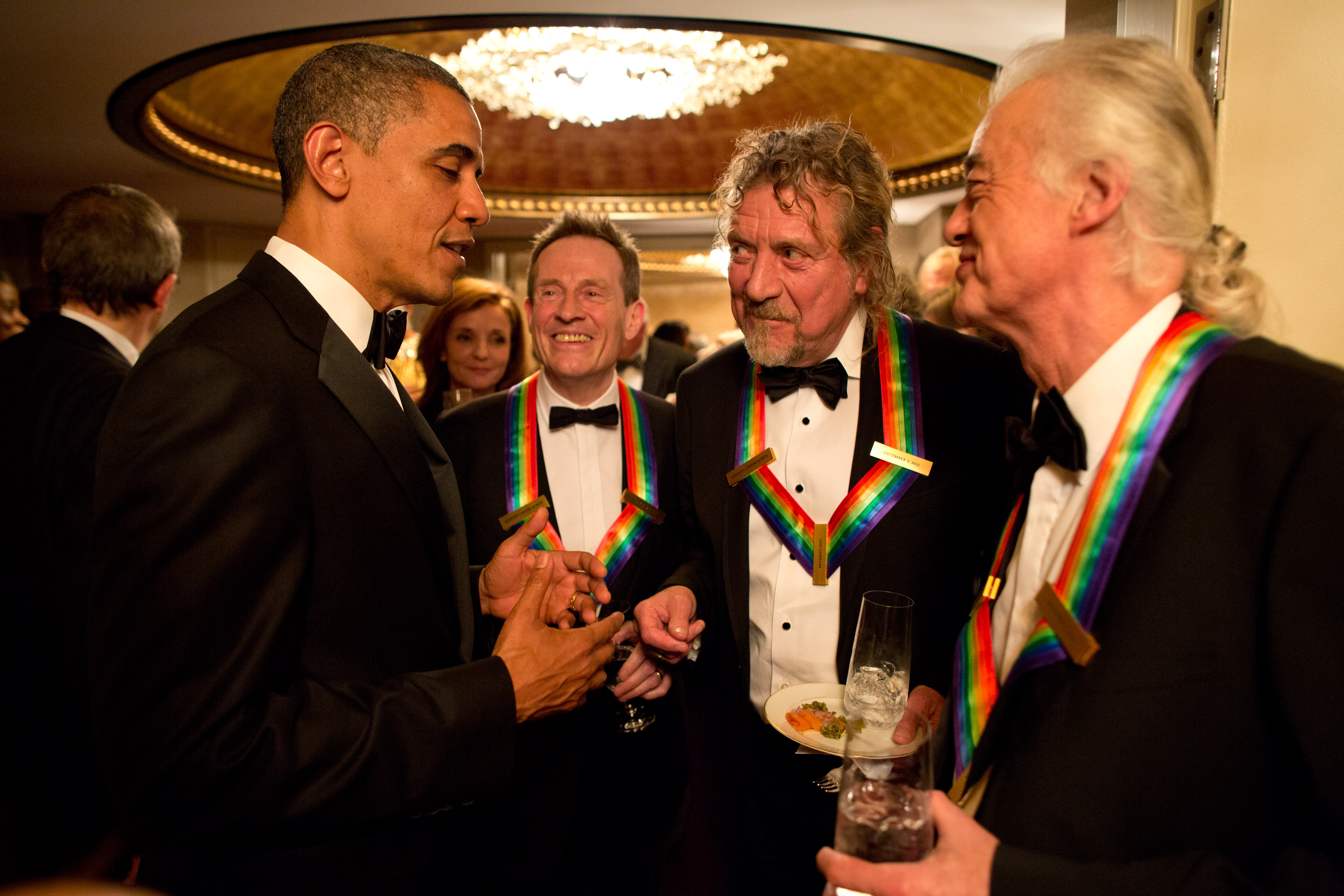
Gli ex-Led Zeppelin con il premio in compagnia del Presidente Barack Obama.

### Anni 1970
- 1978: Marian Anderson, Fred Astaire, George Balanchine, Richard Rodgers e Arthur Rubinstein
- 1979: Aaron Copland, Ella Fitzgerald, Henry Fonda, Martha Graham e Tennessee Williams

### Anni 1980
- 1980: Leonard Bernstein, James Cagney, Agnes de Mille, Lynn Fontanne e Leontyne Price
- 1981: Count Basie, Cary Grant, Helen Hayes, Jerome Robbins e Rudolf Serkin
- 1982: George Abbott, Lillian Gish, Benny Goodman, Gene Kelly e Eugene Ormandy
- 1983: Katherine Dunham, Elia Kazan, Frank Sinatra, James Stewart e Virgil Thomson
- 1984: Lena Horne, Danny Kaye, Gian Carlo Menotti, Arthur Miller e Isaac Stern
- 1985: Merce Cunningham, Irene Dunne, Bob Hope, Alan Jay Lerner e Frederick Loewe e Beverly Sills
- 1986: Lucille Ball, Ray Charles, Hume Cronyn e Jessica Tandy, Yehudi Menuhin e Antony Tudor
- 1987: Perry Como, Bette Davis, Sammy Davis Jr., Nathan Milstein e Alwin Nikolais
- 1988: Alvin Ailey, George Burns, Myrna Loy, Alexander Schneider e Roger L. Stevens
- 1989: Harry Belafonte, Claudette Colbert, Alexandra Danilova, Mary Martin e William Schuman

### Anni 1990
- 1990: Dizzy Gillespie, Katharine Hepburn, Risë Stevens, Jule Styne e Billy Wilder
- 1991: Roy Acuff, Betty Comden e Adolph Green, Fayard e Harold Nicholas, Gregory Peck e Robert Shaw
- 1992: Lionel Hampton, Paul Newman e Joanne Woodward, Ginger Rogers, Mstislav Rostropovich e Paul Taylor
- 1993: Johnny Carson, Arthur Mitchell, Georg Solti, Stephen Sondheim e Marion Williams
- 1994: Kirk Douglas, Aretha Franklin, Morton Gould, Harold Prince e Pete Seeger
- 1995: Jacques d'Amboise, Marilyn Horne, B.B. King, Sidney Poitier e Neil Simon
- 1996: Edward Albee, Benny Carter, Johnny Cash, Jack Lemmon e Maria Tallchief
- 1997: Lauren Bacall, Bob Dylan, Charlton Heston, Jessye Norman e Edward Villella
- 1998: Bill Cosby, Fred Ebb e John Kander, Willie Nelson, André Previn e Shirley Temple Black
- 1999: Victor Borge, Sean Connery, Judith Jamison, Jason Robards e Stevie Wonder

### Anni 2000

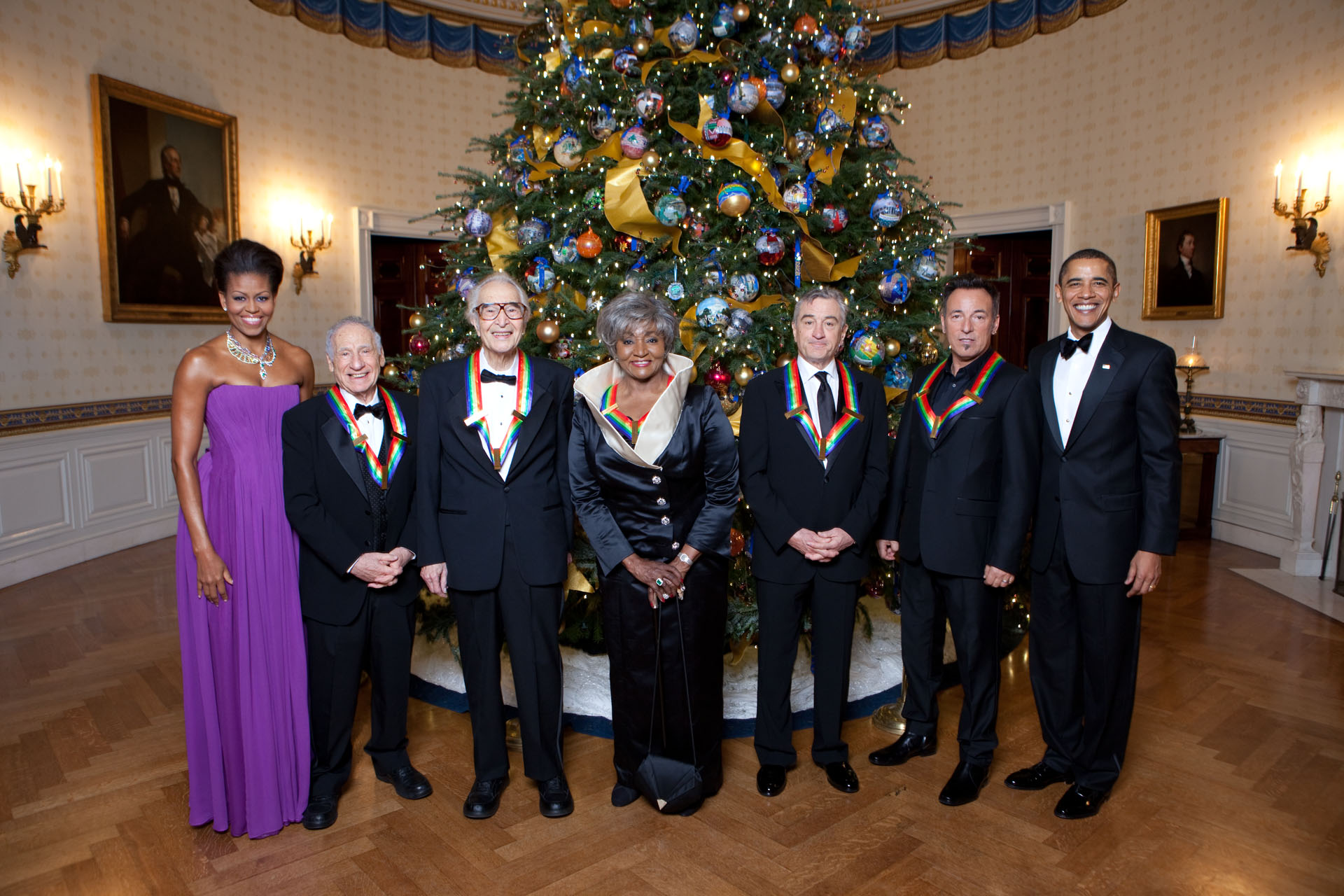
Foto di gruppo del 2009 con Mel Brooks, Dave Brubeck, Grace Bumbry, Robert De Niro, Bruce Springsteen, il Presidente Barack Obama e sua moglie Michelle Obama.

- 2000: Michail Baryšnikov, Chuck Berry, Plácido Domingo, Clint Eastwood e Angela Lansbury
- 2001: Julie Andrews, Van Cliburn, Quincy Jones, Jack Nicholson e Luciano Pavarotti
- 2002: James Earl Jones, James Levine, Chita Rivera, Paul Simon e Elizabeth Taylor
- 2003: James Brown, Carol Burnett, Loretta Lynn, Mike Nichols e Itzhak Perlman
- 2004: Warren Beatty, Ossie Davis & Ruby Dee, Elton John, Joan Sutherland e John Williams
- 2005: Tony Bennett, Suzanne Farrell, Julie Harris, Robert Redford e Tina Turner
- 2006: Zubin Mehta, Dolly Parton, Smokey Robinson, Steven Spielberg e Andrew Lloyd Webber
- 2007: Leon Fleisher, Steve Martin, Diana Ross, Martin Scorsese e Brian Wilson
- 2008: Morgan Freeman, George Jones, Barbra Streisand, Twyla Tharp e The Who (Pete Townshend & Roger Daltrey)
- 2009: Mel Brooks, Dave Brubeck, Grace Bumbry, Robert De Niro e Bruce Springsteen

### Anni 2010
- 2010: Merle Haggard, Jerry Herman, Bill T. Jones, Paul McCartney e Oprah Winfrey
- 2011: Barbara Cook, Neil Diamond, Yo-Yo Ma, Sonny Rollins e Meryl Streep[1]
- 2012: Buddy Guy, Dustin Hoffman, Led Zeppelin (John Paul Jones, Jimmy Page e Robert Plant), David Letterman e Natalija Makarova[2]
- 2013: Martina Arroyo, Herbie Hancock, Billy Joel, Shirley MacLaine e Carlos Santana[3]
- 2014: Al Green, Tom Hanks, Patricia McBride, Sting e Lily Tomlin[4]
- 2015: Carole King, George Lucas, Rita Moreno, Seiji Ozawa, Cicely Tyson
- 2016: Martha Argerich, Eagles (Don Henley, Timothy B. Schmit, Joe Walsh e Glenn Frey), Al Pacino, Mavis Staples, James Taylor
- 2017: Carmen de Lavallade, Gloria Estefan, LL Cool J, Norman Lear, Lionel Richie
- 2018: Cher, Philip Glass, Reba McEntire, Wayne Shorter, e i creatori di Hamilton: An American Musical (Lin-Manuel Miranda, Thomas Kail, Alex Lacamoire, e Andy Blankenbuehler)
- 2019: Earth, Wind & Fire, Sally Field, Linda Ronstadt, Sesame Street e Michael Tilson Thomas

### Anni 2020
- 2020: Dick Van Dyke, Debbie Allen, Joan Baez, Garth Brooks, Midori
- 2021: Justino Díaz, Berry Gordy, Lorne Michaels, Bette Midler, Joni Mitchell[5]
- 2022: George Clooney, Amy Grant, Gladys Knight, Tania León, e U2 (Bono, The Edge, Adam Clayton e Larry Mullen Jr.)
- 2023: Billy Crystal, Renée Fleming, Barry Gibb, Queen Latifah e Dionne Warwick
- 2024: Francis Ford Coppola, Grateful Dead (Mickey Hart, Bill Kreutzmann, Phil Lesh e Bob Weir), Bonnie Raitt, Arturo Sandoval e l'Apollo Theater
- 2025: Sylvester Stallone, Gloria Gaynor, Michael Crawford, George Strait e i Kiss[6]